# فرشته جنگ (اووی‌ای)
فرشته جنگ (به انگلیسی: Battle Angel) که در ژاپن تحت عنوان گانمو (銃夢 Ganmu) شناخته می‌شود، یک اووی‌ای ژاپنی محصول سال ۱۹۹۳ است که با الهام از مجموعه مانگای آلیتا فرشته جنگ اثر یوکیتو کیشیرو ساخته شده‌است. این فیلم توسط هیروشی فوکوتومی کارگردانی شده و به‌طور مشترک توسط شرکت کِی‌اس‌اس، انیمیت، موویک، و مدهاوس تهیه شده‌است. این اووی‌ای شامل دو قسمت است، قسمت اول «فرشتهٔ فرسوده» و قسمت دوم «اثر اشک‌ها»، که به ترتیب با جلدهای ۱ و ۲ مانگا با اندکی تفاوت مطابقت دارد، و به شکل یک پیش نمایش خلاصه از سری مانگا محسوب می‌شود. داستان مجموعه در آینده‌ای دور اتفاق می‌افتد. یک سایبورگ جوان به نام گالی، توسط پزشک سایبرنتیک دایسوکه ایدو در یک انبار ضایعات پیدا می‌شود، و پس از بازسازی نقش پدر را برایش ایفا می‌کند.
به گفتهٔ کیشیرو، در ابتدا تنها برنامه‌ریزی برای ساخت دو قسمت انجام شده‌بود، زیرا او در آن زمان بیش از حد درگیر مانگا بود و خیلی در مورد ساخت اقتباس انیمه جدی نبود. او هیچ برنامه‌ای برای بازسازی مجدد انیمه ندارد.